# Teofano
Ej att förväxla med den tysk-romerska kejsarinnan Teofano.
Teofano (grekiska: Θεοφανώ), född som Anastasia okänt år, död efter 978, var bysantinsk kejsarinna, gift med kejsarna Romanos II och Nikeforos II och mätress till Johannes I Tzimiskes.  
Hon tjänstgjorde som regent för sina söner Basileios II och Konstantin VIII mellan 15 mars och 16 augusti 963. 

## Biografi
Teofano föddes möjligen i Sparta och var dotter till en fattig värdshusvärd vid namn Craterus. Tronföljaren Romanos blev förälskad i henne och gifte sig med henne cirka 956, och hon fick namnet Teofano efter en tidigare kejsarinna ur dynastin med helgonrykte. 

### Kejsarinna
Teofano ryktades ha hjälpt Romanos att förgifta sin far Konstantin VII, men han dog 959 utan några tecken på förgiftning, så detta är inte troligt. Teofano fungerade som Romanos rådgivare och styrde som sådan riket under hans regeringstid. 
Vid Romanos död 15 mars 963 ryktades Teofano ha förgiftat honom, men hon hade inget att vinna på ett sådant mord. Hon förklarades som regent för sina söner Basilikos II och Konstantin VIII fram till deras myndighetsdag. 
Hennes ställning var emellertid osäker, och 16 augusti erövrade den upproriske generalen Nikeforos II Konstantinopel och utropade sig till monark. Teofano gifte sig sedan med honom. Äktenskapet var kontroversiellt eftersom Nikeforos var gudfader till Teofanos barn och paret därför ansågs besläktade, och för att den ortodoxa kyrkan ogillade ett andra äktenskap, och dess legitimitet ifrågasattes. 

### Senare liv
Natten den 10-11 december 969 avsatte Teofano Nikeforos med hjälp av sin älskare, general Johannes I Tzimiskes, som sedan utropades till kejsare. 
Patriarken Polyeuktos vägrade dock att kröna Johannes innan han hade ångrat sitt brott, bestraffat sina medbrottslingar och förvisat Teofano från hovet. Johannes gick med på kraven och förvisade Teofano. Hon lyckades återvända och begärde en audiens inför kejsarna, vilket bifölls. Under audiensen attackerade hon Johannes, hovmarskalken och sin son Basilikos, som hon förklarade vara utomäktenskaplig. Efter detta förvisades hon till Armenien. 
Hon tilläts återvända till hovet vid sina söners makttillträde efter Johannes avsättning 976, och nämns senast 978.